# Ku(n)stpicknickplekkenroute

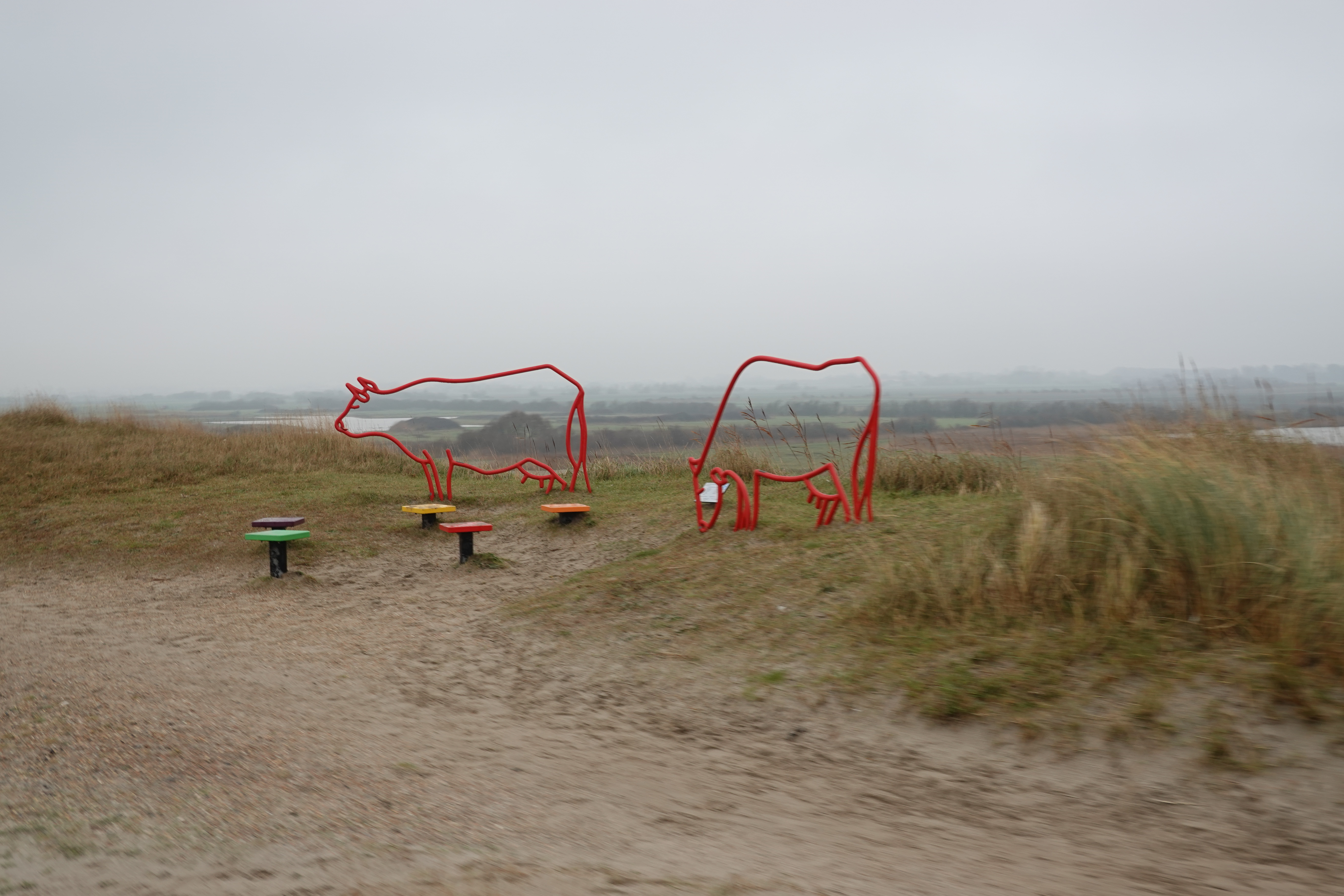
Kunstpicknickplek 'Koeien' nabij Westkapelle (Nederland)

De Ku(n)stpicknickroute is een lusvormige fietsroute van 55 km in de Nederlandse provincie Zeeland. De toeristische route maakt een lus over Walcheren en maakt gebruik van het fietsroutenetwerk. De route  kan worden ingekort tot 33 of 26 km (maar deze routes doen niet alle picknickplekken aan). De route is genoemd naar 8 picknickplaatsen waar een kunstwerk is neergezet. De route is een eerbetoon aan de makers van het fietsroutenetwerk in Zeeland. De picknickplaatsen zijn ontworpen door de kunstenares Joke de Wit en het idee is dat ze een vreemdeling zijn in hun omgeving, net als toeristen vreemdelingen zijn in de omgeving.

## Verloop
De route kan op elk punt gestart worden. Vanuit Koudekerke kan er worden aangesloten op de Zeeuwse Windroute. De route voert vanuit Koudekerke naar de kust bij Dishoek. Hier kan worden aangesloten op de LF Kustroute (onderdeel van de EuroVelo EV12 Noordzeeroute). 
Onderlangs de kust volgt de eerste picknickplaats 'Slaapkamer'. Vlak voor Zoutelande volgt de tweede, 'Roze wolk'. De route voert verder langs de kust en passeert de Westkappelse Kreek en in Westkapelle het Polderhuis Westkapelle Dijk- en Oorlogsmuseum. 
Nu gaat de route over de Westkappelse Zeedijk met zicht op de Noordzee. Langs de Panoramaweg staat de derde picknickplaats 'Koeien'. 
Vlak voor Aagtekerke komt de route voorbij de vierde picknickplaats 'Oerwoud'. 
Een stuk na Oostkapelle komt de route voorbij de vijfde picknickplaats 'Zeilboot' om daarna naar Oranjezon te gaan, een natuurgebied in de Manteling van Walcheren. Hier ligt ook de zesde picknickplaats 'Eieren'. 
Via Breezand en de voet van de Veerse Gatdam gaat de route naar Vrouwenpolder en daarna richting Veere met zicht op het Veerse Meer. Voor Veere komt de route langs de zevende picknickplaats 'Kerktoren' en voert vlak voor de wijk Buiten de Veste door het Veerse Bos waar de achtste picknickplaats 'Golf' ligt. Tussen Breezand en Buiten de Veste loopt de route parallel aan de Beleefroute: Expeditie Delta en het Rondje Veerse Meer.
Via buurtschappen rond Middelburg gaat het terug naar Koudekerke.

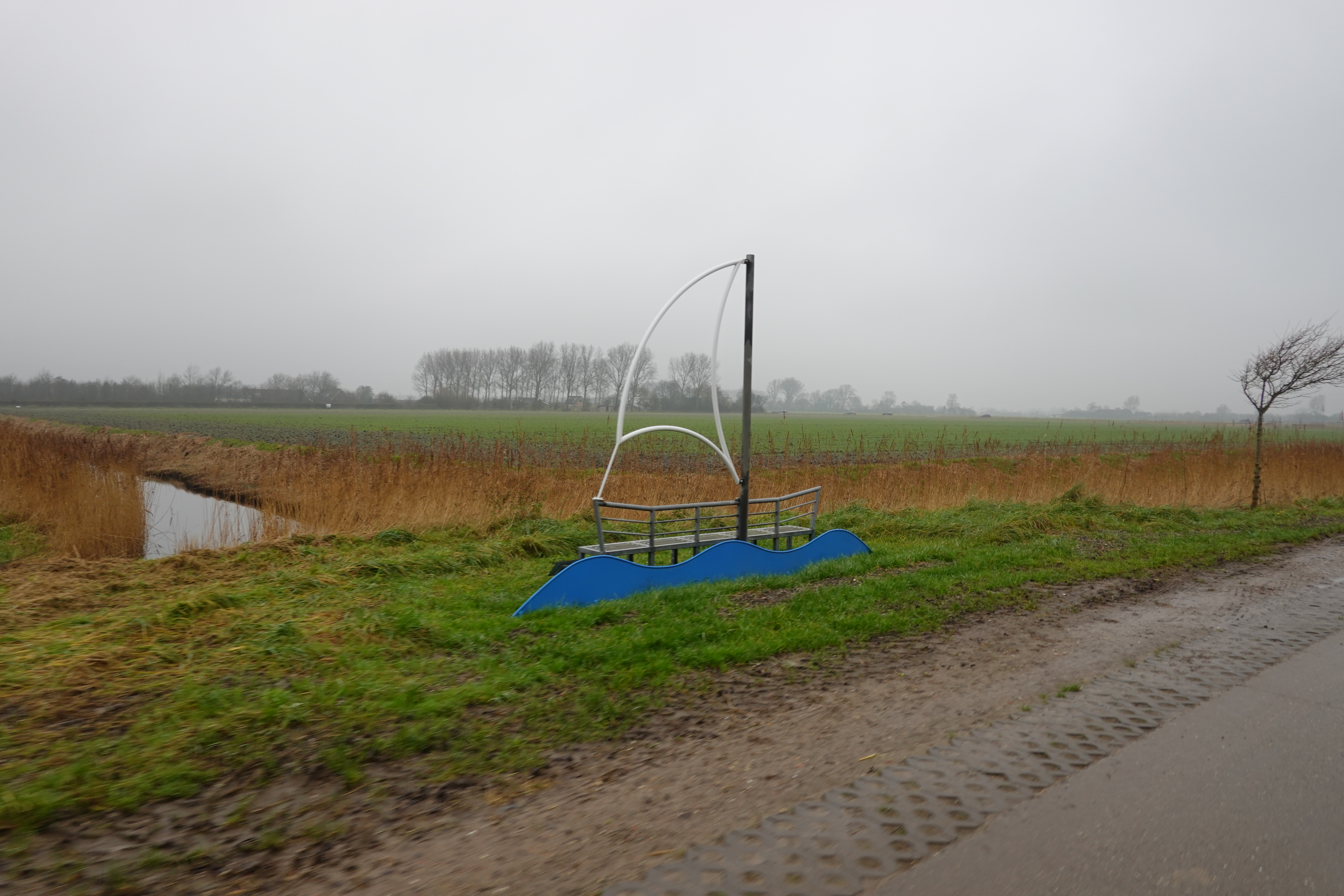
Kunstpicknickplek 'Zeilboot' nabij Oostkapelle
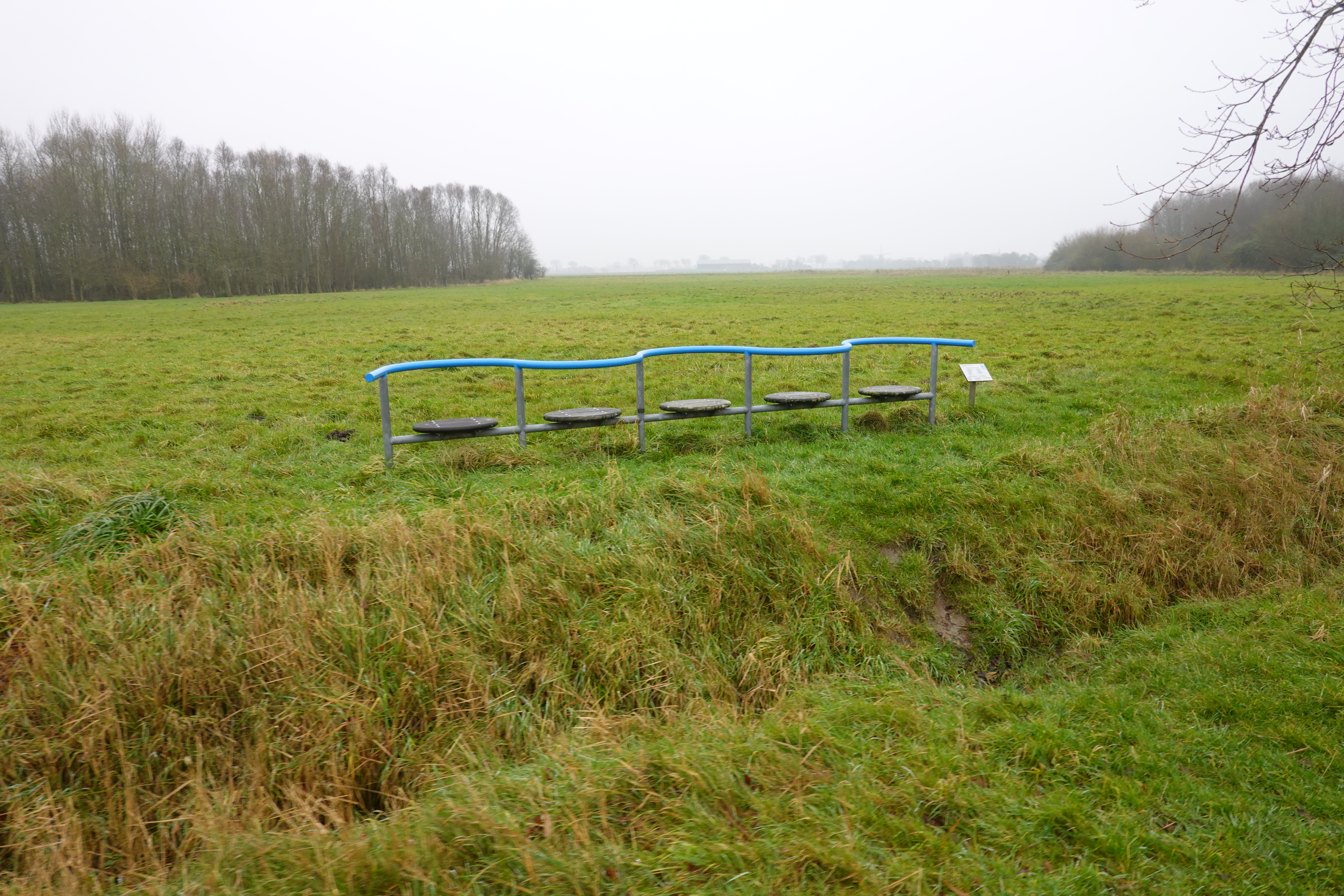
Kunstpicknickplek 'Golf' nabij Gapinge

## Aansluitingen op andere fietsroutes
- Overal kan gebruik worden gemaakt van het fietsroutenetwerk ter plaatse.
- In Koudekerke kan worden aangesloten op de Zeeuwse Windroute. De route komt de Zeeuwse Windroute nog op meer plekken tegen.
- In Dishoek kan worden aangesloten op de LF Kustroute (onderdeel van de EuroVelo EV12 Noordzeeroute). De route komt de LF Kustroute nog op meer plekken tegen.
- In Dishoek kan worden aangesloten op de Wouter Weylandtroute. De route komt de Wouter Weylandtroute nog op meer plekken tegen.
- Tussen Breezand en Buiten de Veste loopt de route parallel met de Beleefroute: Expeditie Delta.
- Tussen Breezand en Buiten de Veste loopt de route parallel met het Rondje Veerse Meer.